# Lucien se met au vert
Lucien se met au vert est un album de bande dessinée humoristique écrit et dessiné par Frank Margerin, paru en 1989.